# Chi-Chi
Chi-Chi (チチ Chichi, Kì Kì) là một nhân vật trong bộ manga và anime bảy viên ngọc rồng, là vợ của Son Goku, nhân vật chính của bộ truyện. Chi-Chi là con gái của Ngưu Ma Vương, sau này cô kết hôn với Goku và trở thành người mẹ thân yêu của Gohan và Goten. Cô để lại ấn tượng cho lần đầu xuất hiện là một cô gái nhút nhát và luôn sợ hãi, nhưng sau đó, khi cô lớn lên, Chi-Chi lại trở thành một cô gái rất mạnh mẽ, khó tính và dữ dằn, và có nhiều chuyện khiến cô bộc phát sự tức giận nhiều lần trong suốt bộ phim. Mặc dù vậy, cô vẫn thể hiện tình yêu vô bờ bến của mình với Goku và các con trai của mình.

## Tổng quan

### Ngoại hình
Khi còn là một đứa trẻ, Chi-Chi xuất hiện trong một bộ bikini màu xanh, găng tay và giày màu hồng, một chiếc áo choàng xanh lá cây và đội mũ bảo hiểm đầu nhọn màu hồng. Hầu hết tất cả các quần áo mà Chi-Chi mặc khi xuất hiện ở lứa tuổi trưởng thành đều là trang phục Trung Quốc và trang phục võ thuật. Chi-Chi tiếp tục ăn mặc như thế cho đến khi xảy ra Đại chiến Piccolo Jr. khi đó cô ấy mặc một bộ sườn xám màu xanh (trang phục Trung Quốc) với quần đỏ, băng tay, giày, tất trắng và khăn quấn quanh eo màu đỏ. Trong lần này, cô cũng để kiểu tóc đuôi ngựa.
Trong nửa đầu của phần Dragon Ball Z, quần áo chính của Chi-Chi là một chiếc váy màu tím khăn quàng màu vàng và buộc một mảnh vải màu cam trên đầu giữ búi tóc. Chi-Chi lúc này để kiểu tóc búi phía sau nhưng cô ấy vẫn có tóc mai dài xuống hai bên. Chi-Chi vẫn giữ mái tóc giống như vậy qua Đại chiến Robot Sát Thủ nhưng cô mặc một bộ đồng phục có quần màu tím với tay áo màu hồng. Trong Đại chiến Buu cô ấy mặc một bộ trang phục màu vàng với một miếng vải tím gắn ở đằng sau và búi gọn toàn bộ tóc của mình vào một búi to sau đầu. Trong giai đoạn cuối của Dragon Ball Z, 10 năm sau khi đánh bại Kid Buu, Chi-Chi mặc một bộ trang phục màu đỏ với một miếng vải màu tím gắn ở phía sau và để kiểu tóc đuôi ngựa.
Chi-Chi xuất hiện trong phần Dragon Ball GT bao gồm một bộ đồng phục màu hồng với tay áo màu xanh lá cây. Kiểu tóc của Chi-Chi có nhiều khác biệt và nó đã được cắt ngắn hơn trước.

### Tên
Tên của Chi-Chi được dựa vào từ "sữa": Chi-Chi (乳) là một thuật ngữ cho "sữa" hay "vú" trong tiếng Nhật, ngoài ra Chi-Chi (父) cũng là một thuật ngữ cho từ "cha". Trong phiên bản tiếng Nhật của tập phim "Buu tấn công! Sự kết thúc của Thánh địa Thần Tối cao", tên gốc của cô được giải thích khi Vegeta, nổi giận với Goku về việc lập kế hoạch cho Thần Tối cao Sư tổ xem mấy cái hình mát mẻ của Bulma, bảo cậu rằng cậu đi mà cho ông ta "xem chi-chi của Chi-Chi" ấy.

### Tính cách
Chi-Chi rất thích làm nông và phương tiện yêu thích của cô là máy kéo. Món ăn yêu thích của cô là chimaki Trung Quốc, cơm cuộn.
Khi còn là một đứa trẻ, Chi-Chi rất nhút nhát và thường nghĩ về chồng tương lai của mình. Mặc dù là con gái của Ngưu Ma Vương, người nổi tiếng là đáng sợ, song cô lại tỏ ra hoàn toàn trái ngược với cha mình, cô đã chứng minh cho trái tim thuần khiết của mình bằng việc có thể cưỡi Cân Đẩu Vân. Trong lúc chiến đấu, cô thường tỏ ra sợ hãi và đánh bại đối thủ của mình trong khi đang khóc.
Tính cách của Chi-Chi đã thay đổi khi cô trở thành một cô gái trưởng thành, đặc biệt là sau khi kết hôn với Goku và có Gohan. Nếu chỉ nhìn vào khuôn mặt xinh đẹp và thân hình chuẩn không cần chỉnh của Chi-Chi thì mấy ai ngờ được rằng cô nàng này đích thị là một “bà chằn” chính hiệu. Xui xẻo cho Son Goku nếu làm “mếch lòng” cô vợ này là kiểu gì cũng nhận được 1 tràng “diễn văn” khiến hoa chóng mặt. Nói một cách chính xác, Goku khá sợ Chi-Chi. Ví dụ như trong Frieza Saga, khi Goku từ chối quay lại Trái Đất, Roshi đã chọc Goku rằng đó là vì anh không dám đối mặt với vợ mình. Goku- một anh hùng mải mê giải cứu trái đất để mặc cho người vợ Chi-Chi nuôi dạy hai đứa con. Vất vả với nỗi lo cơm áo gạo tiền với 2 cái động không đáy, Chi-Chi dù có huyết mạch cao cấp vẫn bị già trước tuổi (đoạn Goku được về trái đất để tham gia đại hội võ thuật, Goten lần đầu gặp cha, ChiChi đã lo lắng với nhan sắc của mình). Cô cũng thường được mô tả như một người phụ nữ khá nhiều lời và có xu hướng bảo vệ chồng con quá mức nhưng về cơ bản cô thực sự là một người mẹ đúng nghĩa, tương tự như khuôn mẫu độc đoán của một người mẹ trong Shōnen manga. Mặc dù sức mạnh của cô có hơi mờ nhạt hơn so với Đội Chiến Binh Z, nhưng cô vẫn là một trong những phụ nữ mạnh nhất hành tinh và có sức chiến đấu cao hơn hẳn mức trung bình của một con người bình thường, điều này được thể hiện nhiều lần trong suốt câu chuyện. Nhiều khi cô cũng thể hiện một phần tính cách vụng về của mình, chẳng hạn như khi cô mở cửa đập trúng vào đầu Krillin vì nghĩ rằng cậu là Gohan. Dù Chi-Chi thường hét lên mỗi khi Goku chiến đấu, hoặc với Gohan về việc học hành, nhưng điều đó lại nói lên rằng cô yêu Goku và gia đình mình rất nhiều. Điều này được thể hiện ở phần cuối của Đại chiến Buu khi cô rơi nước mắt và ôm chầm lấy Goku chỉ với suy nghĩ cuối cùng là cô cũng nhận được cuộc sống đầm ấm như một gia đình bốn người với Goku, Gohan và Goten. Ngoài ra, cô có vẻ lo lắng cho Goku nhất khi anh bị nhiễm một loại virus bệnh tim trong Đại chiến Robot Sát thủ và Đại chiến Cell chưa hoàn hảo, và thậm chí còn khóc bên cạnh giường của Goku. Khi cô nhận ra rằng bệnh tình của Goku đã khá hơn, cô chạy ra khỏi nhà và nhảy đến ôm chặt lấy chồng, rồi Goku phản ứng lại bằng cách quay cô như chong chóng. Cô thường khóc và thể hiện sự đau đớn vô cùng khi Goku bị thương hay phải đối mặt với cái chết, khi anh trở về nhà an toàn sau những trận đấu, cô luôn vui mừng thể hiện tình yêu của mình với chồng. Mặc dù Chi-Chi cứ khăng khăng với Goku rằng chuyện học hành của Gohan là quan trọng hơn bất cứ điều gì trên thế giới này, cô cùng với các nhân vật còn lại ở xung quanh mình đã thực sự sốc khi Goku đồng ý với cô chuyện này (trong tập "Sức mạnh tiềm ẩn! Khi Gohan là một đứa bé"). Cô thậm chí còn kiểm tra nhiệt độ cơ thể của Goku để chắc chắn rằng anh vẫn bình thường.
Cô luôn nhấn mạnh và chú trọng vào "thành tích học tập" của Gohan hơn là khả năng chiến đấu của anh, khi cô do dự khi cho Gohan trở lại thói quen chiến đấu trong nguy hiểm cùng Goku và cô cũng không muốn Gohan lớn lên trong một nền giáo dục không phù hợp như Goku. Vì vậy, cô thường tỏ ra thất vọng khi Goku quyết định đưa Gohan đi chiến đấu, rất nhiều lần Chi-Chi sẵn sàng một mình xông trận để bảo vệ con trai của mình nhiều lần, dù cô bị một số nhân vật khác ngăn lại để tránh cô tự đâm đầu vào chỗ chết; tuy nhiên, điều đó thường được ngụ ý rằng Chi-Chi cũng rất tự hào vào khả năng chiến đấu của Gohan, nhưng không chấp nhận nó. Cô luôn yêu cầu Gohan phải học tập chăm chỉ như một người bình thường và muốn cậu học tập để trở thành kĩ sư, bác sĩ. Có thể hiểu rằng cô có lẽ không muốn Gohan tham gia chiến đấu sau khi chứng kiến Goku gần như bị giết bởi Piccolo trong Đại hội Võ thuật Thiên hạ Đệ nhất và không muốn điều đó xảy đến với Gohan. Tuy nhiên, trong những Trận chiến với Robot Sát thủ, Chi-Chi dường như dần dần chấp nhận việc Gohan chiến đấu, khi cô cho phép anh huấn luyện để chống lại các người máy nhân tạo và tham dự "Trò chơi của Cell", mặc dù cô không muốn anh tham gia. Các chương cuối cùng của manga Bảy Viên Ngọc Rồng đã nói rằng Gohan trở thành một học giả và do đó anh không tham gia vào Đại hội Võ thuật Thiên hạ lần thứ 28. Mặc dù Chi-Chi không chấp nhận cho các con trai của mình chiến đấu, nhưng Goten đã thú nhận rằng cô đã dạy cho anh võ thuật, giống như cha cô đã dạy cho cô.

## Tiểu sử

### Đầu đời
Chi-Chi được sinh ra vào năm 737, và một thời gian ngắn sau đó trong cùng một năm, mẹ cô qua đời. Khi cô hai tuổi, cả cô và cha cô -Ngưu Ma Vương bị mắc kẹt bên ngoài lâu đài của họ khi một ngọn lửa thần linh được tung ra trên đó khiến cho nó trở thành Hỏa Diệm Sơn. Trong thời thơ ấu của Chi-Chi, cô đã được Ngưu Ma Vương dạy võ thuật, và được cho là cư xử đúng mực với mọi người xung quanh.

### Dragon Ball

#### Gặp Goku và đi tìm Quy lão tiên sinh
Kể từ khi lâu đài của cha con Chi-Chi ở Hỏa Diệm Sơn không còn là nơi mà hai người họ đủ sức cứu vãn, cô đã được cử đi để mượn Quạt Ba Tiêu từ người thầy cũ của cha cô, Quy Lão Tiên Sinh. Chi-Chi lần đầu tiên xuất hiện là khi đang trên đường đi tìm Quy Lão và đang cố chạy thoát khỏi một con khủng long mà sau đó cô đã tiêu diệt nó với mũ bảo hiểm lưỡi liềm của mình và bắn nổ nó với một tia laser từ chiếc mũ đó. Ngay sau đó, cô nhìn thấy Yamcha và tấn công anh với một chùm tia laser bắn ra từ chiếc mũ bảo hiểm của mình vì Chi-Chi rất sợ người lạ. Sau khi bị đánh bất tỉnh bởi Yamcha vì cô cố gắng để tấn công anh ta, anh ta trở lại giúp cô khi nhận ra cô là con gái của Ngưu Ma Vương. Khi cô tỉnh dậy, cô xem Yamcha như một mối đe dọa và sẵn sàng tấn công anh. Anh nói dối rằng anh yêu cô và anh phải làm vậy chỉ để ngăn cô không bắn anh, vì anh đã nhìn thấy những gì đã xảy ra với con khủng long. Chi-Chi khi đó vẫn còn là một cô bé ngây thơ và cô đã tin anh. Khi cô quay lưng lại, Yamcha đã chạy mất.
Ngay sau đó cô tình cờ gặp Goku đang bay trên trời bằng Cân Đẩu Vân, anh nói với cô rằng Ngưu Ma Vương đã nhờ anh tìm cô và đưa cô đến gặp Quy Lão Tiên Sinh. Trong khi đứng trên Cân Đẩu Vân, Chi-Chi vô tình kéo đuôi của Goku, Yamcha khám phá ra, đó là điểm yếu của Goku. Trong khi bay bằng Cân Đẩu Vân với Goku, cô bị Goku vỗ nhẹ vào vùng kín để xác định giới tính của Chi-Chi (trong các phiên bản đã được chỉnh sửa, anh chỉ nói với cô rằng cô nên mặc nhiều quần áo hơn). Mặc dù Chi-Chi ban đầu đã tức giận và đẩy Goku khỏi Cân Đầu Vân (và đâm vào một tảng đá lớn một cách hài hước sau đó), hành động này làm Chi-Chi tin rằng Goku có thể có tình cảm với cô. Điều này khiến cho Chi-Chi yêu Goku, mặc dù tính cách của Goku còn quá ngây thơ, anh không hề nhận ra ý nghĩa của điều này cho đến khi cậu gặp lại Chi-Chi một lần nữa trong Đại chiến Piccolo Jr. (ban đầu Goku có vẻ không thoải mái lắm, nhưng sau đó quen dần và cuối cùng cho thấy anh quan tâm Chi-Chi rất nhiều). Khi họ đến nhà của Quy Lão Tiên Sinh, ông nói với cả hai rằng ông vô tình ném Quạt Ba Tiêu ra ngoài và nói rằng ông sẽ tự dập tắt lửa.
Chi-Chi và Goku đã bay bằng Cân Đẩu Vân trở về Hỏa Diệm Sơn gặp lại mọi người cùng với Quy Lão Tiên Sinh cưỡi Bé Gamera ngay sau họ. Quy Lão Tiên Sinh đã sử dụng Kamehameha để dập tắt đám lửa trên ngọn núi, nhưng không may, lâu đài của họ đã bị phá hủy. Sau khi bạn bè của Goku có được ngọc rồng, Goku rời khỏi đó. Chỉ ngay trước khi Goku để rời đi, Chi-Chi hỏi Goku rằng liệu cậu có nghĩ về cô trong cuộc hành trình của mình, và sau đó anh trả lời là có. Sau đó, Goku cũng hỏi lại cô như vậy, khiến cô đỏ mặt và cười khúc khích làm cho Goku thắc mắc liệu có phải tất cả các cô gái đều ngốc như vậy không.

#### Buổi hẹn hò đầu tiên với Goku
Trong Trận chiến Saiyaman Vĩ Đại tập "Buổi hẹn đầu tiên của Gohan", Chi-Chi kể cho Gohan, khi cậu buộc phải hẹn hò với Angela, về ngày hẹn hò đầu tiên của cô với Goku qua hồi tưởng của mình khi học còn thiếu niên (mặc dù khi đó họ chỉ là những đứa trẻ chưa đến tuổi vị thành niên). Cô nói với cậu hãy suy nghĩ về những "điều thú vị nhất để làm" và sau đó cô sẽ cùng làm nó với anh, Goku cho rằng chiến đấu là việc thú vị nhất, mặc dù ban đầu không muốn, nhưng Chi-Chi đã nhanh chóng chấp nhận nó, buổi hẹn hò bỗng chốc trở thành một trận đấu ngang tài. Nghĩ lại, Chi-Chi cho rằng đó là "buổi hẹn hò đầu tiên tuyệt vời".
Đây vẫn còn là một điều chưa rõ, nó có thể là vào một thời điểm trước khi Goku trở thành đệ tử của Quy lão tiên sinh, Goku không mặc đồng phục của Quy môn phái mà thay vào đó là bộ đồng phục màu xanh của mình trong lần đầu tiên cậu gặp Chi-Chi.

#### Đám cưới bị hoãn lại
Sau khi thị trấn tại Hỏa Diệm Sơn được xây dựng lại và phục hồi dân số, Chi-Chi lớn lên trong cô đơn và chờ đợi Goku. Ngưu Ma Vương đưa Chi-Chi đến làng tâm linh và cho cô biết khi nào Goku trở lại. Khi thầy bói nói rằng cậu đang đến gần, Ngưu Ma Vương bắt đầu chuẩn bị cho đám cưới. Trong khi đám cưới được chuẩn bị, Chi-Chi hái hoa bên ngoài ngôi làng và Goku xuất hiện sau đó họ nói chuyện một lúc.
Quân đội của Đại tá Silver tấn công làng làm Goku và Chi-Chi phải cưỡi Cân Đẩu Vân tới giúp. Chi-Chi đã đánh bại rất nhiều binh sĩ trong khi khóc bằng cách sử dụng laser từ mũ bảo hiểm của mình. Quân đoàn Khăn Đỏ khiến Goku rời khỏi đó và tiếp tục cuộc hành trình của mình. Ngay trước khi anh đi Chi-Chi đã hỏi cậu "Thế còn đám cưới thì sao?" và Goku trả lời: "Tớ sẽ trở lại, tớ sẽ thử nó vào lần tới." Sự ngây thơ của Goku khiến cậu nghĩ rằng một "đám cưới" là một loại đồ ăn. Khi Goku đến Tháp Karin trong khoảng thời gian huấn luyện để chống lại Sát thủ Hồng Bạch Bạch, cậu nhìn vào một cái chum và thấy những gì đã xảy ra trước đó ở đồng cỏ, nơi mà họ đã nói chuyện.

#### Đại ma vương Piccolo
Chi-Chi chỉ xuất hiện một đoạn anime ngắn trong Đại chiến Đại Ma vương Piccolo khi Goku giải cứu cho cha cô khỏi đám lính của vua Furry những người đã thi hành võ thuật trước đề nghị của đại Ma vương Piccolo. Cô được miêu tả là đã trưởng thành nhanh hơn so với Goku, điều này sẽ trở thành phần nào của một trò đùa liên tục trong những năm sau. Sau đó trong nửa thứ hai của câu chuyện, cô và Ngưu Ma vương xuất hiện ở lâu đài của mình sau thất bại của Vua Piccolo.

## Diễn viên lồng tiếng
- Japanese Dub: Mayumi Shō (DB, DBZ Seasons 1-2, DBZ Movies 1-3, Budokai 1), Naoko Watanabe (DBZ Seasons 3-9, DBZ Movies 4-13, DBGT, DB Kai, other video games and all other media)
- English Ocean dub: Andrea Libman (Child), Laara Sadiq (DBZ Episodes 1-53 and Movie 3), Lisa Ann Beley (Adult DBZ Episodes 104-276, Movies 1-2)
- English FUNimation dub: Laura Bailey (Child), Cynthia Cranz (Adult)
- English Blue Water Dub: Katie Rowan (DB, child), Carol-Anne Day (DB, teenager),[9] Debbie Munro (DBGT)
- Spanish dub (Latin America): Patricia Acevedo (renamed "Milk")
- Portuguese dub (Brazil): Angelica Santos (DB old dub), Raquel Marinho (redub DB, DBZ and DBGT)
- Portuguese dub (Portugal): Fernanda Figueiredo (DB), Filipa Capelas (DBZ), Dora Cruz (DBGT)
- Italian Dub: Elisabetta Spinelli
- Polish Dub: Magdalena Krylik (DBZ), Agata Gawronska (Fusion Reborn)
- Croatian Dub: Lucija Barišić
- Hungarian Dub: Törtei Tünde
- Vietnamese Dub: Thanh Lộc (Dragon Ball), Kim Phước (DB Kai Episodes 1-54), Thùy Tiên (DB Z Kai the final chapter), Ngọc Châu (Dragon Ball Super)